# Kekropiden
Als Kekropiden (auch: Erechthiden nach Erechtheus) bezeichnet man die von Kekrops begründete Dynastie mythischer Könige von Attika. Diese umfasst nach den hellenistischen Geschichtsschreibern Eratosthenes von Kyrene und  Kastor von Rhodos angeblich insgesamt 15 Könige.
Kekrops I. heiratete Aglauros, die Tochter des Königs Aktaios von Attika und erlangte so den Königsthron.
Die Kekropiden wurden von den Melanthiden abgelöst.

## Genealogie der Kekropiden
Herrscher der Dynastie waren (anhand der durch die antiken Geschichtsschreiber angegebenen Regierungsjahre berechnete Eduard Schwartz die Regierungszeiten der Herrscher):
- Kekrops I. (1556/5–1506/5 v. Chr.)
- Kranaos (1506/5–1497/6 v. Chr.)
- Amphiktyon (1497/6–1487/5 v. Chr.)
- Erichthonios (1487/5–1437/6 v. Chr.) auch als Erechtheus I. bezeichnet
- Pandion, Sohn des Erichthonios, (1437/6–1397/6 v. Chr.)
- Erechtheus (1397/6–1347/6 v. Chr.) auch als Erechtheus II. bezeichnet
- Kekrops II. (1347/6–1307/6 v. Chr.)
- Pandion, Sohn des Kekrops (1307/6–1282/1 v. Chr.)
- Aigeus (1282/1–1234/3 v. Chr.)
- Theseus (1234/3–1203/2 v. Chr.)
- Menestheus (1203/2–1184/3 v. Chr.)
- Demophon (1184/3–1149/8 v. Chr.)
- Oxyntes (1149/8–1135/4 v. Chr.)
- Apheidas (1135/4–1134/3 v. Chr.)
- Thymoites (1134/3–1126/5 v. Chr.)

## Entwicklung der Königsliste
Man geht heute davon aus, dass nur Kekrops, Erechtheus und Pandion ursprünglich in Erinnerung geblieben waren. Im fünften Jahrhundert v. Chr. war die Liste noch um Aigeus und Theseus angewachsen. Als man im 3. Jahrhundert v. Chr. begann, die Königslisten zeitlich gegenüberzustellen, war man bei der attischen Königsliste mit fünf Königen nicht in der Lage den entsprechenden Zeitraum zu füllen und so wurden die ursprünglichen Könige gedoppelt sowie Kranaos und Amphiktyon hinzugefügt.